# Euphaedra griseoviridis
Euphaedra griseoviridis är en fjärilsart som beskrevs av Schultze 1920. Euphaedra griseoviridis ingår i släktet Euphaedra och familjen praktfjärilar. Inga underarter finns listade i Catalogue of Life.